# Société d'économie mixte à opération unique
Une société d'économie mixte à opération unique (SEMOP ou SEMop) est un type de structure juridique de droit privé, créée en 2014 en France. La SEMop est créée,  pour une durée limitée, par une ou plusieurs collectivités territoriales françaises, en vue de conclure et exécuter un contrat de la commande publique, c'est-à-dire une concession ou un marché public. 
La SEMOP est l'un des trois types d'entreprises publiques locales présentes en France, aux côtés des sociétés d'économie mixte (SEM) et des sociétés publiques locales (SPL).
Son principe a émergé dans les pays voisins de la France, notamment en Allemagne, en Italie et en Espagne. La Commission européenne s'est montrée favorable au développement de ce type de partenariat public-privé institutionnalisé, auquel elle a consacré une communication en 2008.
Les SEMOP sont représentées auprès des pouvoirs publics français par la « Fédération des élus des Entreprises publiques locales ». 

## Régime juridique
Le régime juridique des SEMOP est fixé par les articles L1541-1 à L1541-3 du Code général des collectivités locales (CGCT), tels que modifiés par la loi no 2014-744 du 1er juillet 2014 relative à la création de sociétés d’économie mixte à opération unique. Adoptée le 18 juin 2014, loi est issue d'une proposition de loi déposée au Sénat par Jean-Léonce Dupont. Le cadre juridique des SEMOP est également fixé par l'article L. 225-1 du Code de commerce issu de la codification de la loi du 24 juillet 1966 sur les sociétés commerciales.

## Objet
Une SEMOP est constituée pour une durée limitée et à titre exclusif en vue de la conclusion et de l'exécution d'un contrat public avec une collectivité territoriale ou un groupement de collectivités territoriales. Une SEMOP a pour unique objet : 
- soit la réalisation d'une opération de construction, de développement du logement ou d'aménagement ;
- soit la gestion d'un service public pouvant inclure la construction des ouvrages ou l'acquisition des biens nécessaires au service ;
- soit toute autre opération d'intérêt général relevant de la compétence de la collectivité territoriale ou du groupement de collectivités territoriales[3].

La SEMOP ne peut exercer ses activités que dans le cadre exclusif de l'unique contrat qu'elle a passé avec son actionnaire public. La SEMOP est dissoute de plein droit au terme du contrat, à la réalisation ou à l'expiration de son objet. 

## Gouvernance
La SEMOP est constituée a minima de deux actionnaires, dont une collectivité territoriale et un opérateur économique. La collectivité territoriale ou le groupement de collectivités territoriales détient entre 34 % et 85 % du capital de la SEMOP et 34 % au moins des voix dans les organes délibérants. La part de capital de l'ensemble des actionnaires opérateurs économiques ne peut être inférieure à 15 %. La sélection de l'actionnaire opérateur économique s'effectue au terme d'une procédure de publicité et de mise en concurrence unique respectant les règles fixées par le Code de la commande publique.
Par application du droit commun, le seuil minimal de capitalisation est de :
- 37 000 euros pour les SEMOP de services ;
- 150 000 euros pour les SEMOP d'aménagement ;
- 225 000 euros pour les SEMOP de construction.

La gouvernance d'une SEMOP obéit aux règles classiques d'administration des sociétés anonymes. La présidence du conseil d'administration ou du conseil de surveillance est confiée de droit à un représentant de la collectivité territoriale ou du groupement de collectivités territoriales. Contrairement aux partenariats public-privé classiques, la collectivité conserve dans une SEMOP une minorité de blocage, qui lui permet de bloquer certaines décisions importantes, même si sa participation au capital est inférieure à celle apportée par les partenaires privés. 
De plus, le service public n’est pas entièrement externalisé : les élus restent impliqués dans les décisions stratégiques de la SEMOP, afin de garantir la défense des intérêts publics. En même temps, la collectivité bénéficie de l’expertise et des ressources financières du secteur privé, ce qui élargit ses marges de manœuvre.

## Part des SEMOP en 2021 et 2024
Au 1er juin 2021, la Fédération des élus des Entreprises publiques locales recense 35 SEMOP actives en France.
En 2024, « on en dénombre 50, dont 10 ont vu le jour grâce au soutien de la Banque des Territoires en tant que tiers investisseur » (ex. : Amiens Energies, Eaux de Dinan, Ports du Calvados), [...]  « Majoritairement actives dans le secteur Environnement et Réseaux ». Les réseaux d'eau (une petite vingtaine de projets) et de chaleur (une petite dizaine) sont en effet les principales activités opérées par les SEMOp.